# Fridtjof Nansen
Fridtjof Wedel-Jarlsberg Nansen (Store Frøen (Oslo), 10 oktober 1861 - Lysaker (bij Oslo), 13 mei 1930) was een Noorse ontdekkingsreiziger, wetenschapper en diplomaat.

## Levensloop

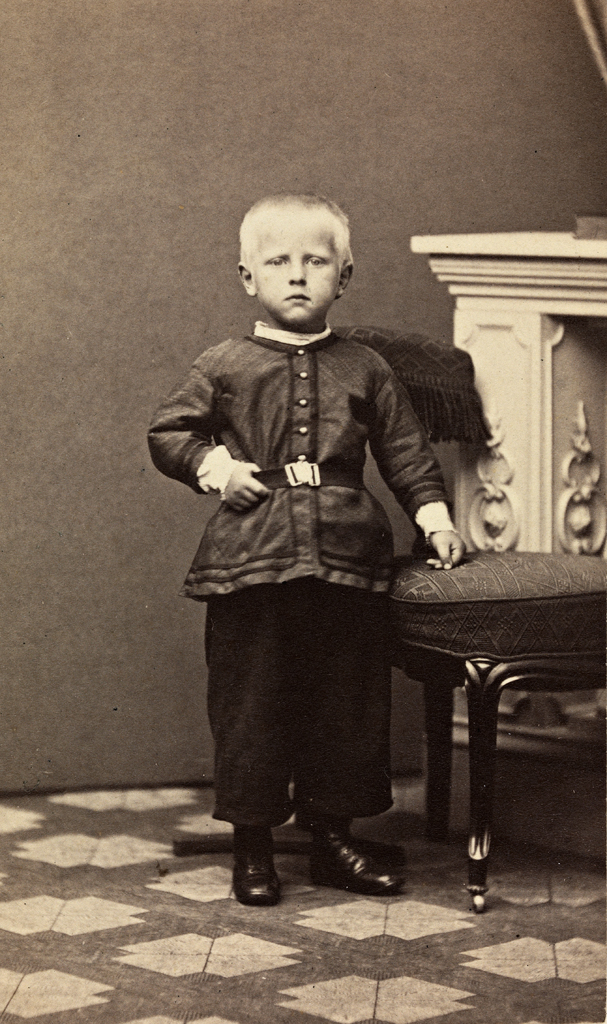
Nansen op vierjarige leeftijd

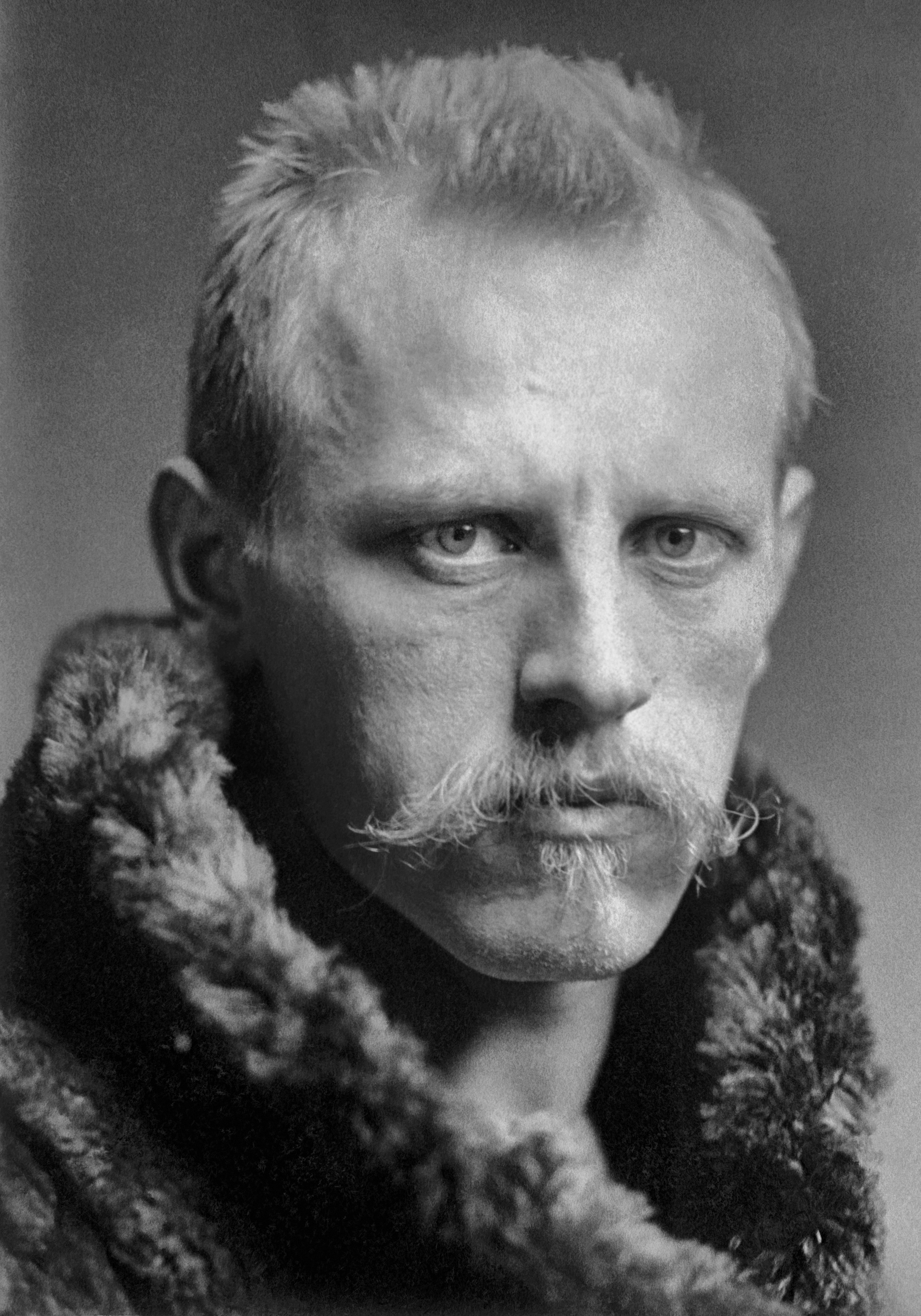
Nansen, foto Henry Van der Weyde

Nansen studeerde biologie aan de Universiteit van Oslo, waarbij hij zich specialiseerde in de zoölogie. Hij werd conservator van het museum van Bergen. Nansen was hoogleraar in de zoölogie en oceanografie aan de Universiteit van Oslo. Hij werd later namens Noorwegen ambassadeur in Londen (1906-1908).

### Groenland
Hij maakte zijn eerste reis naar de zeeën rond Groenland in 1882. In 1888-1889 stak hij op langlauf-ski's als eerste de Groenlandse ijsvelden over in het gezelschap van de Noren Otto Sverdrup, Oluf Christian Dietrichson en Kristian Kristiansen, en van de Samen Samuel Balto and Ole Nielsen Ravna. Nansen koos ervoor om van oost naar west het eiland over te steken omdat er op de westkust nederzettingen waren. De expeditie ging in mei 1888 in IJsland aan boord van de Jason. Op 4 juni kwamen ze aan in Isafjord. Op 17 juli werden ze afgezet op het pakijs op 64° Noorderbreedte. Nansen rekende erop om 20 km per dag af te leggen en had voor twee maanden provisies bij zich voor de tocht van ongeveer 670 km naar Diskobaai. Door de sterke wind dreef het pakijs naar het zuiden en wist het team pas na 12 dagen het vasteland te bereiken. Ook op het vasteland werd de expeditie geteisterd door hevige winden en volgde daarom een veel zuidelijkere route. Pas op 1 oktober 1888 bereikte de expeditie de westkust van Groenland, ter hoogte van de Ameralikfjord ten zuiden van Gothaab (Nuuk). Nansen vertrok terstond met een expeditielid naar Gothaab. Van daaruit stuurden ze twee Inuit eropuit om een schip te zoeken. De brik Peru die Nansen in Diskobaai had opgewacht, was eind september door de dichtvriezende zee gedwongen geweest om naar Europa terug te varen. De Inuit wisten het schip Fox te waarschuwen, maar de kapitein van dit schip kon door de dichtvriezende zee onmogelijk omvaren naar Gothaab om de expeditieleden op te pikken. De Fox bracht wel het nieuws van de geslaagde overtocht naar Europa. Pas in april 1889 werden de expeditieleden door het Deense schip Hvidbjørnen opgepikt in Gothaab.
Door deze expeditie kon Nansen bewijzen dat het binnenland van Groenland bestond uit een besneeuwd plateau. Tot dan geloofden sommige wetenschappers zoals Adolf Erik Nordenskiöld dat het binnenland ijsvrij was en relatief herbergzaam.

### Noordpool
In 1893 voer hij naar de Noordpool in de Fram, een speciaal gebouwd rond schip dat later ook gebruikt werd door Roald Amundsen om zijn expeditie naar Antarctica te voeren. Toen echter duidelijk werd dat de Fram de Noordpool niet zou bereiken, ging hij samen met Fredrik Hjalmar Johansen (1867-1923) te voet verder naar het noorden, en bereikte 86° 14' N, destijds (1893) de hoogste breedtegraad ooit behaald, nog nooit waren mensen zo dicht bij de Noordpool geweest. De twee mannen waren genoodzaakt er te overwinteren en moesten overleven op walvisblubber en ijsbeervlees. Op Frans Jozefland werden ze gered door een Britse expeditie.

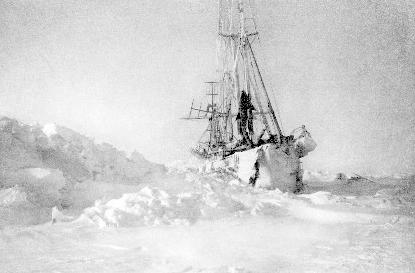
De Fram in het ijs, 1897

### Vluchtelingen
Na de Eerste Wereldoorlog kreeg Nansen een hoge functie in de toen opgerichte Volkenbond, een voorloper van de huidige Verenigde Naties. Hij werd op 27 juni 1921 benoemd tot Hoge Commissaris voor de Russische Uitgewekenen, die zich bezighield met de duizenden vluchtelingen die Rusland verlieten na de Russische Revolutie. De betreffende organisatie, de High Commission for Refugees, was een initiatief van Nansen zelf geweest en was de eerste internationale organisatie die zich bezighield met het lot van vluchtelingen. De organisatie richtte zich vanaf 1922 eerst op de zogenoemde "Witte Russen" en vanaf 1923 ook tot Armeniërs.
Daarbij zette hij zich in voor het lot van vluchtelingen en staatlozen en hun rechten. Daarvoor kreeg hij in 1922 de Nobelprijs voor de Vrede toegekend. Naar hem is het destijds door de Volkenbond ingevoerde Nansenpaspoort genoemd, de voorloper van het vluchtelingenpaspoort dat kan worden verstrekt aan (erkende) vluchtelingen die niet beschikken over een reisdocument uit het ontvluchte land. Deze documenten werden vanaf 1922 aan Russische en vanaf 1924 ook aan Armeense vluchtelingen verstrekt. Vanaf 1926 kwamen ook Assyrische, Aramese en Turkse vluchtelingen ervoor in aanmerking.
Fridtjof Nansen overleed op 68-jarige leeftijd in 1930.

## Waardering
- De VN-Vluchtelingenorganisatie UNHCR reikt jaarlijks een prijs uit, de Nansen Refugee Award, die naar hem is genoemd.
- Nansen wordt herdacht met een plaquette op het Armeense nationale monument ter herinnering aan de Armeense Genocide, de Tsitsernakaberd.
- In 2014 werd in Jerevan het Fridtjof Nansenmuseum geopend.

## Selectie van online beschikbare publicaties van Nansen
- 1890: (no)  Paa ski over Grönland, uitg. Kristiania.
- 1891: (no)  Eskimoliv, uitg. Kristiania. Verscheen in Nederlandse vertaling o.d.t. Onder de Eskimo's. Amsterdam: Scheltens & Giltay (z.j., maar omstreeks 1920)
- 1894: (nl)  Naar de Noordpool, artikel in het blad 'De Huisvriend'.
- 1896: (nl)   Nansen's Poolreis - verslag van de poolexpeditie in 1893-1896; Nederlandstalige tekst, vertaling van de door Nansen zelf geschreven artikelen in de Daily Chronicle van 2, 3 en 4 november 1896 - op de Nederlandstalige Wikisource.
- 1897: (no)  Fram over Olhavet, 2 dln., uitg. Kristiania
- 1929: (en)  What I believe, uitg. Forum, New York

## Selectie van online beschikbare publicaties over Nansen
- 1893: (nl)  Nansen’s Noordpool expeditie / Dr. J. Mar. Ruijs .- in De Gids jrg 57, 1893
- 1897: (nl)  Nansen’s Noordpool expeditie / Dr. J. Mar. Ruijs .- in De Gids jrg 61, 1897
- 1972: (en)  Fridtjof Nansen. The Nobel Peace Prize 1922. Biography, The Nobel Prize

1901: Dunant, Passy ·
1902: Ducommun, Gobat ·
1903: Cremer ·
1904: Institut de Droit International ·
1905: Von Suttner ·
1906: Roosevelt ·
1907: Moneta, Renault ·
1908: Arnoldson, Bajer ·
1909: Beernaert, Balluet d'Estournelles de Constant ·
1910: IPB ·
1911: Asser, Fried ·
1912: Root ·
1913: La Fontaine ·
1917: ICRC ·
1919: Wilson ·
1920: Bourgeois ·
1921: Branting, Lange ·
1922: Nansen ·
1925: Chamberlain, Dawes ·
1926: Briand, Stresemann ·
1927: Buisson, Quidde ·
1929: Kellogg ·
1930: Söderblom ·
1931: Addams, Butler ·
1933: Angell ·
1934: Henderson ·
1935: Von Ossietzky ·
1936: Lamas ·
1937: Cecil ·
1938: Office international Nansen pour les réfugiés ·
1944: ICRC ·
1945: Hull ·
1946: Balch, Mott ·
1947: Friends Service Council, American Friends Service Committee ·
1949: Orr ·
1950: Bunche ·
1951: Jouhaux ·
1952: Schweitzer ·
1953: Marshall ·
1954: Hoog Commissariaat voor de Vluchtelingen (UNHCR) ·
1957: Pearson ·
1958: Pire ·
1959: Noel-Baker ·
1960: Luthuli ·
1961: Hammarskjöld ·
1962: Pauling ·
1963: ICRC, IFRC ·
1964: King ·
1965: UNICEF ·
1968: Cassin ·
1969: Internationale Arbeidsorganisatie ·
1970: Borlaug ·
1971: Brandt ·
1973: Kissinger, Lê Đức Thọ ·
1974: MacBride, Satō ·
1975: Sacharov ·
1976: Williams, Corrigan ·
1977: Amnesty International ·
1978: Sadat, Begin ·
1979: Moeder Teresa ·
1980: Esquivel ·
1981: Hoog Commissariaat voor de Vluchtelingen (UNHCR) ·
1982: Myrdal, Robles ·
1983: Wałęsa ·
1984: Tutu ·
1985: IPPNW ·
1986: Wiesel ·
1987: Arias ·
1988: VN-vredesmacht ·
1989: Gyatso ·
1990: Gorbatsjov ·
1991: Suu Kyi ·
1992: Menchú ·
1993: Mandela, De Klerk ·
1994: Arafat, Peres, Rabin ·
1995: Rotblat, Pugwash Conferences on Science and World Affairs ·
1996: Ximenes Belo, Ramos-Horta ·
1997: ICBL, Williams ·
1998: Hume, Trimble ·
1999: AzG ·
2000: Dae-jung ·
2001: VN, Annan ·
2002: Carter ·
2003: Ebadi ·
2004: Maathai ·
2005: IAEA, El-Baradei ·
2006: Grameen Bank, Yunus ·
2007: Gore, IPCC ·
2008: Ahtisaari ·
2009: Obama ·
2010: Liu ·
2011: Johnson Sirleaf, Gbowee, Karman ·
2012: Europese Unie ·
2013: OPCW ·
2014: Satyarthi, Yousafzai ·
2015: Kwartet voor Nationale Dialoog in Tunesië ·
2016: Santos ·
2017: ICAN ·
2018: Mukwege, Murad Basee ·
2019: Ahmed ·
2020: Wereldvoedselprogramma ·
2021: Ressa, Moeratov ·
2022: Bjaljazki, Memorial, Centrum voor Burgerlijke Vrijheden ·
2023: Mohammadi ·
2024: Nihon Hidankyo